# Grace Van Dien
Grace Van Dien, née Caroline Dorothy Grace Van Dien le 15 octobre 1996 à Los Angeles (Californie), est une actrice américaine.

## Biographie

### Enfance et formation
Grace est née et a grandi à Los Angeles. Elle a grandi en voulant devenir écrivaine. Elle allait souvent sur les tournages avec son père Casper Van Dien, qui la mettait parfois en arrière-plan ou lui donnait une réplique. Son premier vrai rôle fut La Belle au bois dormant : La Malédiction, premier film réalisé par son père. Un an plus tard, elle a décidé qu'elle en ferait son métier.

### Carrière
Le 9 juin 2021, elle rejoint la distribution de la 4e saison de Stranger Things. Elle y incarne le rôle de Chrissy, qui est « la pom-pom girl principale du lycée d'Hawkins et la fille la plus populaire de l'école »,.

## Vie privée
Grace Van Dien est la fille de Casper Van Dien et Carrie Mitchum, arrière-petite-fille du comédien Robert Mitchum. Sa belle-mère était Catherine Oxenberg, fille d'Elisabeth de Yougoslavie. Mark Twain est son arrière-arrière-grand-oncle. Elle est actuellement en couple avec le youtubeur Johnnie Guilbert.

## Filmographie

### Cinéma

#### Longs métrages
- 2014 : La Belle au bois dormant : La Malédiction (Sleeping Beauty) de Casper Van Dien : Princesse Dawn / La Belle au bois dormant
- 2015 : Fire Twister : La petite amie
- 2016 : Leap : Tara Holloway
- 2016 : Storage Locker 181 : Grace
- 2016 : Patient Seven : Patient 5
- 2017 : Awaken the Shadowman : Samantha
- 2018 : Charlie Says : Sharon Tate
- 2020 : Riding Faith : Grace
- 2020 : Lady Driver : Ellie Lansing
- 2020 : The Binge : Lena
- 2024 : Silver Star : Franny

#### Courts métrages
- 2020 : Monsters and Muses : Persephone

### Télévision

#### Série télévisées
- 2015 : Code Black : Friend One
- 2017 : White Famous : Ryann
- 2017 - 2018 : Greenhouse Academy : Brooke Osmond
- 2019 : The Rookie : Le Flic de Los Angeles : Olivia
- 2019 : The Village : Katie Campbell
- 2022 : Stranger Things : Chrissy Cunningham[5] (saison 4)

#### Téléfilms
- 2010 : Le Sauveur de Noël (The Dog Who Save Christmas Vacation) : La fille de Randy
- 2012 : Au cœur de la tornade (Christmas Twister) : Shopper
- 2016 : Shit Kids : Cecily
- 2016 : Deux Sœurs pour une vengeance (Bad Twin) : Olivia / Quinn
- 2017 : Traquée par mon mari (Escaping Dad) : Amy
- 2019 : San Andreas Quake: Magnitude 10 (San Andreas Quake): Ally